# Нанооружие

Вращающаяся модель молекулы фуллерена, который активно применяется в нанотехнологиях

Нанооружие — собирательное название всех принципиально новых видов техники, вооружения и военного оснащения, функционирование и боевое применение которых опирается на достижения в области современных нанотехнологий.

## Военные нанотехнологии
Существующие нанотехнологии возникли и сформировались как многопрофильная научно-техническая дисциплина на стыке физики, химии, биологии, медицины и материаловедения. В большинстве развитых стран программы по их развитию считаются одними из самых приоритетных инновационных направлений. Например, в 2000 году администрация американского президента Клинтона запустила проект Национальная нанотехнологическая инициатива (англ. National Nanothecnology Initiative (NNI)), который объединил усилия более чем двух десятков федеральных агентств, связанных с созданием, использованием и регламентированием использования нанотехнологий. С момента запуска этого проекта на разработку нанотехнологий только правительством США было затрачено более 20 млрд долларов, в дополнение к ним часть финансовых средств выделяется по линии Управления перспективных исследовательских проектов (англ. DARPA). Общая сумма вложенных инвестиций продолжает оставаться под грифом «совершенно секретно», однако анализ имеющихся в публичном доступе положений бюджета позволяет заключить, что на военные разработки уходит от трети до половины израсходованных финансовых ресурсов.
Как указывает американский физик и изобретатель Луис Дель Монте, созданные нашей цивилизацией нанотехнологии представляют значительную опасность для существования человечества в целом. Риск этой опасности получил количественную оценку со стороны экспертного сообщества Конференции рисков глобальной катастрофы (англ. Global Catastrophic Risk Conference), которая была проведена в Оксфордском университете в 2008 году. В соответствии с их прогнозами существует вероятность 19 %, что к концу этого столетия человечество будет полностью уничтожено, причём наиболее вероятными причинами катастрофы названы молекулярное нанооружие (5 %), сверхразумный искусственный интеллект (5 %), традиционные войны (4 %) и рукотворная пандемия, вызванная задействованием биологического оружия (2 %).
В настоящее время научное сообщество полагает, что разработка современных нанотехнологических средств уничтожения позволяет получить в руки боевой потенциал, сопоставимый по разрушительности с ударной мощью оружия массового поражения. Одной из наиболее ужасающих перспектив называют появление нанороботов с элементами коллективного разума (см. роевой интеллект), которые могли бы использовать окружающую их среду для воспроизводства себе подобных машин. «Рой» таких боевых единиц мог бы атаковать свою цель на молекулярном уровне, в буквальном смысле разбирая её на атомы для ремонта и строительства всё новых и новых «подкреплений» (см. «серая слизь»). Миниатюрный размер такого средства поражения делает детектирование его наличия крайне затруднительным, а доставку к «целевой аудитории» — совершенно необременительной. В соответствии с прогнозами, примерно к середине XXI века существование подобных машин станет реальностью, а война с их использованием скорее всего приведёт к уничтожению 90 % населения планеты за несколько недель.
В этой перспективе создаваемые нанотехнологии выступают как новый класс вооружений, который будет доминировать на полях возможных грядущих сражений. В контексте его значения один из американских адмиралов в 1995 году заявил:
Нанотехнологии способны радикально изменить баланс сил даже в большей степени, чем ядерное оружие.Дэвид Джеримайя, председатель Объединённого комитета начальников штабов
Обладание таким оружием и его размещение пока не регламентируется никакими международными обязательствами и договорённостями. В связи с этим Китай, Российская Федерация и Соединённые Штаты фактически уже начали новую гонку вооружений, а другие страны (в первую очередь Германия) в любой момент готовы к ней присоединиться.
Однако процесс совершенствования военных нанотехнологий несёт с собой и некоторые неявные аспекты. Например, появление принципиально новых нановооружений не даёт возможности адекватно оценить их боевой потенциал, изменившуюся расстановку сил и геополитические возможности обладающего ими противника. Вдобавок, о налаживании производства нанооружия исключительно трудно получить какую-либо информацию, так как его выпуск можно осуществлять сетью отдельных разрозненных объектов, не выдавая ведение там каких-либо работ заметными внешними признаками. Особенно пугает то, что увеличивая и без того прогрессирующее неравенство стран, социумов и политических игроков, нанотехнологии вносят элемент независимости техносферы от человеческого фактора. Кроме этого, сочетание возможности сконцентрировать большое количество энергии с относительной технологической простотой делает обладание нановооружением очень заманчивой идеей для террористов всех мастей и стран-изгоев.

## Направления и пути применения нанотехнологий
Среди наиболее приоритетных целей развития современных военных нанотехнологий выделяют проекты по разработке защитных и самовосстанавливающихся систем, работы по снижению заметности (маскировке) существующих образцов вооружения и по уменьшению их энергопотребления. Особый интерес вызывают устройства по детекции химико-биологических загрязнений и опасных веществ, комплексы связи и средства обнаружения, так называемых, «невидимых» боевых единиц противника, построенных по технологии «стелс», конструкционные материалы на базе нанообьектов, новые энергетические ресурсы и боеприпасы.
В связи с этим, в рамках военной наноиндустрии активно развиваются научно-исследовательские проекты по созданию:
- наноматериалов двойного назначения с заданным набором специальных характеристик;
- биомедицинских препаратов и материалов;
- углеродных наноструктур и наночастиц (фуллеренов, нанотрубок и т. п.);
- и др.

При этом под понятием наноматериала понимается вещество любой химической природы, структурные элементы которого имеют пространственные размеры менее 100 нм хотя бы в одном из своих измерений. Как правило, такие соединения приобретают качественно новые функциональные и эксплуатационные характеристики, которые могут быть обусловлены эффектами масштабирования.

### Экипировка солдата

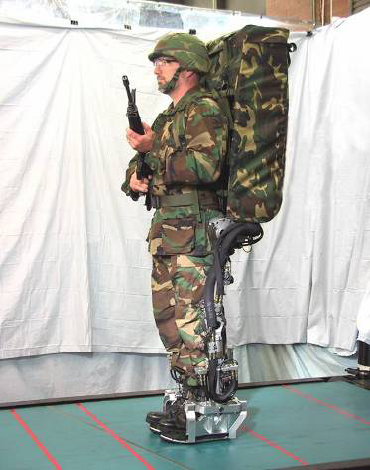
Экспериментальный образец боевого экзоскелета (2007 год)

### Конструкционные материалы
Особый интерес вызывает создание неорганических неметаллических бронематериалов, а также — металлических сплавов с уникальным сочетанием теплофизических, электромагнитных, эмиссионных и других характеристик. Уже сейчас широкое применение нашли композиционные материалы с нанопримесями, которые придают исходным веществам прочность, огнестойкость, упругость, твёрдость и другие свойства. Кроме этого, подобные открытия обещают появление, например, так называемых, «электромеханических красок», состоящих из наномеханизмов. Предполагается, что они позволят быстро сменить цвет покрытой ими поверхности, предотвратить развитие на ней коррозионных процессов и даже — устранять её мелкие повреждения. Если же в их состав удастся ввести системы оптических матриц, то окрашенная ими военная техника вполне сможет приобрести свойство невидимости.
Появление в связи с этим нового направления — наноинженерии поверхности — даёт возможность развивать методы и технологии формирования поверхностей с заданными (или даже — управляемыми) прочностными, трибологическими и отражательными параметрами. В настоящее время достигнутые результаты в этой области включают в себя разнообразные нанотехнологические покрытия для снижения термомеханической эрозии, улучшения антифрикционных свойств, защиты от воздействия микроорганизмов и т. п. В качестве конечной цели наноинженерии поверхностей заявляется разработка интеллектуальных саморегулирующихся наноструктурированных покрытий из широкой номенклатуры доступных материалов.